# Saint-Caprais-de-Bordeaux

Saint-Caprais-de-Bordeaux este o comună în departamentul Gironde din sud-vestul Franței. În 2009 avea o populație de 2.723 de locuitori.

## Evoluția populației
| An        | 1975  | 1982  | 1990  | 1999  | 2006  | 2009  |
| --------- | ----- | ----- | ----- | ----- | ----- | ----- |
| Populație | 1.006 | 1.805 | 2.321 | 2.534 | 2.588 | 2.723 |